# Tipula rocina
Tipula rocina är en tvåvingeart som beskrevs av Günther Theischinger 1979. Tipula rocina ingår i släktet Tipula och familjen storharkrankar. Inga underarter finns listade i Catalogue of Life.